# مرغ مقلد (فیلم)
مرغ مقلد (انگلیسی: Mockingbird) فیلمی در ژانر ترسناک به کارگردانی برایان برتینو است که در سال ۲۰۱۴ منتشر شد.